# Lope de Figueroa
Lope de Figueroa (Guadix, Granada, ca. 1541-1542 — Monzón, Aragón, 28 de agosto de 1585) fue un militar español, caballero de la Orden de Santiago, comendador de la encomienda de los bastimentos del Campo de Montiel, capitán, maestre de campo general y capitán general de la costa del Reino de Granada.

## Ascendientes
Descendiente por línea materna de Fernando III, el Santo, fue el segundo hijo de Francisco Pérez de Barradas, alcaide de La Peza, y de Leonor de Figueroa, bisnieta del primer conde de Feria. Es citado por unos con los apellidos de la madre: Lope de Figueroa y Zapata, como le correspondía por ser el segundo hijo del matrimonio, aunque otros, como Salazar y Castro, lo nombran Lope de Figueroa y Barradas aplicándole el apellido de su padre.

## Carrera militar
Es probable que Lope de Figueroa eligiera la milicia forzado por su condición de segundón. Parece que su carrera militar se inició hacia 1555-1558 cuando contaba alrededor de quince años de edad, huyendo de la casa familiar y sentando plaza en Milán en alguna compañía del Tercio de Lombardía.
Hacia 1555 era soldado en la compañía de caballería ligera de don Lope de Acuña y Avellaneda y poco después estaba al servicio directo del marqués de Pescara. Más tarde, hacia 1558, con paga de capitán servía al duque de Sesa, que en 1559 le dio el mando de la compañía de Pedro de Vargas, al ser nombrado este gobernador de Novara, y algunos meses después estaba destinado en Trípoli al mando de una compañía. Intervino en la conquista de la isla de los Gelves, en el golfo de Túnez (1559-60), donde fue hecho prisionero. Tras cuatro años de cautiverio al remo de una galera llamada «de la piedra» en Constantinopla, fue rescatado por su padre pagando cuatro mil ducados en 1564.
Participó como capitán del Tercio de Sicilia en la toma del Peñón de Vélez de la Gomera (1564). Aquel mismo año, al mando de trescientos arcabuceros, intervino en la conquista del castillo de Istria en la localidad corsa de Sollacaro, y al año siguiente en el socorro de Malta, distinguiéndose en el ataque a la torre de Falca.
En Flandes, al mando de una compañía de arcabuceros en la vanguardia del Tercio de Sicilia, intervino destacadamente en la batalla de Gemmingen y tres meses más tarde en la de Jodoigne, servicios que le valieron la felicitación de Felipe II y una pensión vitalicia de cuatrocientos ducados anuales.
Siendo maestre de campo del tercio Costa de Granada , también llamado «de Figueroa» o más tarde también «de la Liga», combatió en la Guerra de La Alpujarra, asistiendo a don Juan de Austria y llevando a cabo destacadas acciones en Galera, Purchena, Huécija, Tíjola, Andarax y Serón, donde recibió un balazo en un muslo que lo dejó cojo.
De La Alpujarra pasó a Italia en 1571, siendo decisiva su participación desde la galera real, junto a Miguel de Moncada y Bernardino de Cárdenas, en la batalla naval de Lepanto, inclinando la victoria del lado de la Liga Santa.
Su actuación en la batalla de la isla Terceira a las órdenes de don Álvaro de Bazán, desde la galera San Mateo, fue igualmente decisiva.
Intervino en otros muchos hechos de armas durante su vida militar, que no habría superado los veintisiete años.

## Final
Murió el 28 de agosto de 1585 en Monzón de Aragón, cuando formaba parte del séquito real allí alojado para celebrar las Cortes del Reino de Aragón, a causa de unas peligrosas calenturas que en aquel período aparecieron en la villa y causaron más de mil y quinientas víctimas.
Según había dispuesto, sus restos se depositaron en el Monasterio de San Francisco en Monzón, tras solemnes exequias a las que asistieron numerosos personajes de la corte que se encontraban en la localidad, presididos por el propio Felipe II acompañado por su hija, la infanta Isabel Clara Eugenia. Algunos meses después los restos fueron llevados a Guadix, donde quedaron yacentes junto a los de sus antepasados en la capilla mayor de la iglesia de San Francisco.
Tras diversas vicisitudes sufridas por el convento de San Francisco de Guadix, se habían dado por desaparecidos todos los restos mortales de la familia Barradas allí sepultados. En unas obras de restauración iniciadas en 2016 se descubrió una cripta tapiada en fecha indeterminada en la que se encontraron diversos restos humanos, entre los cuales se especula que podrían estar los de Lope de Figueroa conservados en una caja metálica.

## Descendencia
Lope de Figueroa no contrajo matrimonio. Según consta en el testamento que otorgó en Alejandría de la Palla, a 13 de diciembre de 1577, tenía una hija, de nombre Jerónima, a la que legó quinientos ducados para que fuera monja en el monasterio de la Concepción de Guadix o, a voluntad de su hermano, en el de Santa Clara de Murcia o en el de la Madre de Dios en Madrid, conventos que habían sido fundados o dotados por antepasados de la familia. En sus últimas disposiciones testamentarias, otorgadas en Monzón estando ya convaleciente de su enfermedad final, consta que Jerónima ya había ingresado en el convento de la Concepción de Guadix y le otorgaba un legado de treinta ducados anuales de por vida.

## Herederos
Nombró heredero universal de sus bienes y de los servicios prestados a la corona a su hermano mayor Fernando de Barradas. Estos servicios, heredados sucesivamente por su hermano Fernando de Barradas y por un nieto de este Fernando Pérez de Barradas y Figueroa, que compró a la corona en 1629 la villa de Graena y la aldea de Cortes, consiguiendo jurisdicción señorial sobre las mismas, sirvieron para que el rey concediese en 1683 el título de marqués de Cortes de Graena a Antonio Lope Pérez de Barradas y Aguayo Portocarrero descendiente directo del hermano de Lope de Figueroa.

## Distinciones
La plaza de armas del acuartelamiento San Carlos del Tercio de Armada de Infantería de Marina en San Fernando, Cádiz, lleva el nombre «Lope de Figueroa» en su honor. 
Las ciudades de Ferrol y Alcalá de Henares han dedicado una calle a su memoria.
En 2018 se celebró un homenaje por parte del Ayuntamiento en Guadix y del Cuerpo de Infantería de Marina, inaugurando un hito en memoria del «soldado de mar» junto al palacio de Peñaflor, el lugar donde nació.

## Personaje literario
La fama adquirida como buen militar suscitó que varios autores del Siglo de Oro lo mencionaran o lo hicieran intervenir como personaje en sus obras: Lope de Vega en El asalto de Mastrique; Luis Vélez de Guevara en El águila del agua y en El cerco del Peñón; Juan Bautista Diamante en El defensor del Peñón; Agustín Moreto en La traición vengada; el alférez Pedro Alfonso Pimentel en la inédita Guerras civiles de Flandes y Calderón de la Barca en Amar después de la muerte o El tuzaní de La Alpujarra y en El alcalde de Zalamea, obra esta última por la que es más conocido y que lo ha perpetuado como personaje de genio malhumorado, carácter desabrido y lenguaje áspero repleto de reniegos.

## Curiosidades
Desde 1572 Miguel de Cervantes sirvió en el tercio de Figueroa, que tras Lepanto tomó el nombre de Tercio de la Sacra Liga, al integrarse al mismo la compañía del capitán Manuel Ponce de León en la que estaba enrolado.
La tradición histórica viene aceptando que el Regimiento de Infantería Mecanizada "Córdoba" nº 10, de guarnición en Granada hasta hace unos años, tiene sus orígenes en el Tercio de Figueroa, a pesar de que este, con el nombre de Tercio de la Liga, se disolvió en Namur el 23 de junio de 1583 por orden de Alejandro Farnesio.